# Brumăriță mongolă
Brumărița mongolă (Prunella koslowi) este o pasăre cântătoare mică din ordinul paseriformelor, familia Prunellidae. Se găsește în Mongolia și nordul Chinei. Epitetul specific a fost ales pentru a-l onora pe exploratorul rus Piotr Kozlov.